# 三五成群
《三五成群》是一部於1999年出品的香港動作犯罪恐怖片，由錢昇瑋執導，内容改編自發生在1997年轟動全香港的秀茂坪童黨燒屍案。此電影在香港電影分級制度中評為第III級，只准18歲或以上人士觀看，2017年6月10日在香港商業電台叱咤903舉行的「最港產電影節」再次上映。

## 劇情簡介
“本故事特向時下未成年的青年朋友們忠告：法律面前人人平等，切勿將未成年誤當“免死金牌”，以身試法，玩火者必引火自焚！”                          - 片尾字幕

《三五成群》採用倒敘手法呈現劇情，以童黨策劃燒屍的情節揭開序幕，故事講述童黨阿必從小父母離異，養成獨立自主的性格，在朋輩中建立了智者的形象，同樣來自單親家庭的大王是他的好友，二人在替其手下阿雞解決球場紛爭時認識蕃薯等人並結為童黨，大王成了他們的首領，並霸佔同邨有輕微智障人稱「三叔」的住所，當成聚會之場所。眾童黨經常欺凌三叔，令他痛苦不堪，一次三叔被毆打至重傷，阿雞看不下去，勸三叔報警，被童黨視為公敵，在三叔的住所對阿雞執行家法，阿雞被虐打至死，大王等同夥於翌日分工合作將阿雞屍體毁屍滅跡，重傷的三叔清醒過來，決定報警，阿必為求自保，向警方提出轉作污點證人，指證其他童黨。

## 人物角色
| 演員   | 飾演角色     | 真實人物 | 角色簡介 |
| 宋本中 | 大王（阿俊） | 傅顯進   | 17歲，童黨第一頭目之一，本劇主角，自詡「廿八座大王」，長於單親家庭，為童黨首領，因自幼以來為人所欺凌而勤練武術，性格暴躁，易與人發生衝突，最後被判處終身監禁。                           |
| 林子善 | 阿必         | 石子健   | 16歲，童黨成員之一，中學生，與大王、阿雞為舊識，亦是童黨中學識最淵博且最為冷靜之人，惜未將其所學用於正途。被捕後轉為污點證人，最後被判處監禁7年。                                        |
| 羅浩鵬 | 粒的         | 陳德明   | 16歲，童黨成員之一。 |
| 陳孝岳 | 鼻屎         | 麥家豪   | 17歲，童黨成員之一。 |
| 馬仲榮 | 阿雞         | 陸志偉   | 16歲，童黨成員之一，與大王及阿必為友伴關係，身形矮小但口舌招尤，也因為太多話（要三叔報警）替他惹來了殺機。                                                                               |
| 姚廷齡 | 阿甘         | 劉志文   | 阿雞友人，身材高瘦但性格懦弱，阿雞遭虐打時試圖想幫阿雞說情但遭大王否決。 |
| 余家豪 | 蕃薯         | 許智偉   | 17歲，童黨第二頭目之一，垃圾場資源回收工，因身分為港泰混血兒，屢遭居民歧視而漸入歧途，經常欺負弱智的三叔，亦是除了大王以外性格最暴躁的一位，為今次事件的導火線之一，最後被判處終身監禁。 |
| 梁文迪 | 豬扒         | 許智勇   | 14歲，童黨成員之一，番薯親弟，為今次事件的導火線之一。 |
| 張豪龍 | 黑仔         | 吳明俊   | 16歲，童黨成員之一，阿儀男友，童黨成員之一，合夥前曾與阿雞及大王在桌球室發生衝突，後因不敵大王武功而歸順其旗下。                                                                         |
| 董文翰 | 薄Log        | 黃金寶   | 14歲，童黨成員之一，中學生，與番薯及豬扒同為中泰混血兒，同樣因遭香港當地居民歧視而走入歧途，最後被判處監禁23年。                                                                         |
| 黃建濠 | 詩誠         | 黃詩誠   | 14歲，童黨成員之一。 |
| 馬仲生 | 阿Jow        | 周俊     | 14歲，童黨成員之一。 |
| 謝家賢 | 阿構         | 陳肯構   | 15歲，童黨成員之一。 |
| 周研雯 | cass         | 羅桂芬   | 14歲，童黨成員之一，中學生，被阿雞取笑為「男人公廁」（意思即諸多男士都可和她有染） |
| 韓嘉恩 | 佩儀         | 劉佩儀   | 14歲，童黨成員之一，中學生，家境富裕，但因感受家庭成員關係疏離，心生厭倦而加入童黨。 |
| 王婉寧 | 阿儀         | 阮潔儀   | 14歲，童黨成員之一，中學生，番薯暗戀的對象，後跟黑仔交往。 |
| 李健仁 | 三叔         | 陳木清   | 37歲，番薯的叔叔，垃圾場資源回收工，有輕微智能障礙之情形，經常淪為番薯一行人的練拳靶，最後因阿雞之死而勇敢向警方托出大王一夥人的惡行。                                                   |
| 陳萬雷 | 陸父         |          | 48歲，阿雞父親。 |
| 陳芷菁 | 何社工       |          | 30歲，於秀茂坪地區擔任香港小童群益會的社工，對於漸入歧途的學生（例如阿必等人）相當關照。                                                                                                 |
| 蔡堅成 | 神仙B        |          | 本劇中的路人甲，為地方角頭，經常光著上半身示人，後遭大王一夥人報復得逞。 |
| 陳南榮 | 工人褲大哥   |          | 18歲，地方混混，以穿著牛仔吊嘎而廣為人知，曾要求薄log、肯構及阿Jow等人交保護費及相互用腳抽菸，並與番薯發生衝突。                                                                         |
| 紀家發 | 警司         |          | 54歲，秀茂坪地區的警官。 |
| 譚天寶 | 傅母         |          | 大王母親 |

## 反響及評價
《三五成群》由上映到落畫約有港幣二十萬元票房收入，影評人石琪認為此電影是小本製作，沒有知名度高的演員，也沒有浪漫化包裝，劇情大致符合真實案情，具有現實感，眾演員都演得生動，能夠反映出當時的社會現實性，展現邊緣青少年欺善怕惡等不良狀況，惟他認為部份情節的表達手法不夠精緻，情理薄弱、具體實感不足，例如童黨經常在小童群益會服務單位門外鬧事，飾演「社工」的演員卻只是前來責罵一下，沒有進一步關注事件，情節令人難以信服。有評論則認為此電影改編自真人真事，劇情發展在觀眾意料之內，不能有太多新意，且只著重描寫童黨行為，缺乏較為深層的心理描寫，電影其後在互聯網流傳，引起關注，部份對白成為網民的流行語。

## 外部連結
- 開眼電影網上《三五成群》的資料（繁體中文）
- 香港影庫上《三五成群》的資料（繁體中文）
- 时光网上《三五成群》的資料（简体中文）
- 豆瓣电影上《三五成群》的資料 （简体中文）
- 爛番茄上《三五成群》的資料（英文）
- 互联网电影数据库（IMDb）上《三五成群》的资料（英文）